# Most Girls
Most Girls è un brano di Pink, scritto da Damon Thomas e Babyface. È stato il secondo singolo estratto dal suo album di debutto Can't Take Me Home. Il singolo ha raggiunto la quarta posizione nella Billboard Hot 100, ottenendo il disco d'oro e la vetta nella classifica dei singoli più venduti in Australia e in Nuova Zelanda.

## Tracce

### US Remix Single
1. "Most Girls" (Skribble & Anthony Acid Club Mix) - 9:00
2. "Most Girls" (Skribble & Anthony Acid's Hard Girls Dub) - 7:32
3. "Most Girls" (Instrumental) - 5:03
4. "Most Girls" (A Cappella) - 4:32
5. "There You Go" (Hani Mixshow Edit) - 5:31

### Enhanched CD Single
1. "Most Girls" (Radio Edit)
2. "Most Girls" (Men Vocal Mix)
3. "Most Girls" (X-Men Dubby)
4. "There You Go" (Sovereign Mix)
5. "Most Girls" (Video)

## Classifiche
| Classifica (2000/01)                       | Posizione massima |
| ------------------------------------------ | ----------------- |
| Australia                                  | 1                 |
| Paesi Bassi                                | 23                |
| Regno Unito                                | 5                 |
| Stati Uniti                                | 4                 |
| Stati Uniti (dance club)                   | 43                |
| Stati Uniti (dance sales)                  | 1                 |
| Stati Uniti (latin tropical/salsa airplay) | 24                |
| Stati Uniti (latin pop airplay)            | 32                |
| Stati Uniti (pop)                          | 2                 |
| Stati Uniti (R&B/hip-hop)                  | 67                |
| Stati Uniti (rhythmic top 40)              | 1                 |
| Svezia                                     | 44                |